# Aragazócia (gavar)
Aragazócia (em latim: Aragazotia) ou Aragasotne (em armênio: Արագածոտն; romaniz.: Aragac'otn), segundo a Geografia de Ananias de Siracena (século VII), foi um gavar (cantão) da província de Airarate, no Reino da Armênia. Estava localizado no centro da planície de Ararate, onde foram fundadas as primeiras capitais da Armênia (Armavir e Valarsapate). Acredita-se que no tempo da dinastia orôntida, serviu como distrito municipal de Armavir. Englobava uma área de 3 050 quilômetros quadrados. No século IV, compunha um dos distritos das terras administradas diretamente pela dinastia arsácida.
No reinado de Cosroes III (r. 330–339), em recompensa pelos esforços militares de Vaanes I contra os invasores que atacaram a Armênia após a ascensão de Cosroes, os Amatúnios receberam em Aragazócia o castelo de Oxacã. Em 591, com a concessão de vastas porções da Armênia ao imperador Maurício (r. 582–602) pelo xainxá Cosroes II (r. 590–628), foi incorporado na recém-fundada província da Armênia Inferior. Nos séculos X-XIV, sua porção norte foi rebatizada como Amberde, em referência à fortaleza de Amberde. Nos séculos XIII-XIV, era sede de um bispado. No século XVIII, depois que havia sido conquistada pelos turcos, foi tomada por Amirguiuna Cã e foi anexada ao distrito de Carbibassar do Canato de Erevã.